# Bockön (naturreservat)
Bockön är ett naturreservat i Luleå kommun i Norrbottens län.
Området är naturskyddat sedan 2010 och är 6 kvadratkilometer stort. Reservatet omfattar ön Bockön och småöar och skär norr och öster om huvudön. 